# 木星型惑星
| 地球型惑星 （岩石惑星、固体惑星） | 地球型惑星 （岩石惑星、固体惑星） | 水星   | 内惑星 |
| 地球型惑星 （岩石惑星、固体惑星） | 地球型惑星 （岩石惑星、固体惑星） | 金星   | 内惑星 |
| 地球型惑星 （岩石惑星、固体惑星） | 地球型惑星 （岩石惑星、固体惑星） | 地球   | -      |
| 地球型惑星 （岩石惑星、固体惑星） | 地球型惑星 （岩石惑星、固体惑星） | 火星   | 外惑星 |
| 広義の 木星型惑星 （大惑星）      | 木星型惑星 （巨大ガス惑星）       | 木星   | 外惑星 |
| 広義の 木星型惑星 （大惑星）      | 木星型惑星 （巨大ガス惑星）       | 土星   | 外惑星 |
| 広義の 木星型惑星 （大惑星）      | 天王星型惑星 （巨大氷惑星）       | 天王星 | 外惑星 |
| 広義の 木星型惑星 （大惑星）      | 天王星型惑星 （巨大氷惑星）       | 海王星 | 外惑星 |

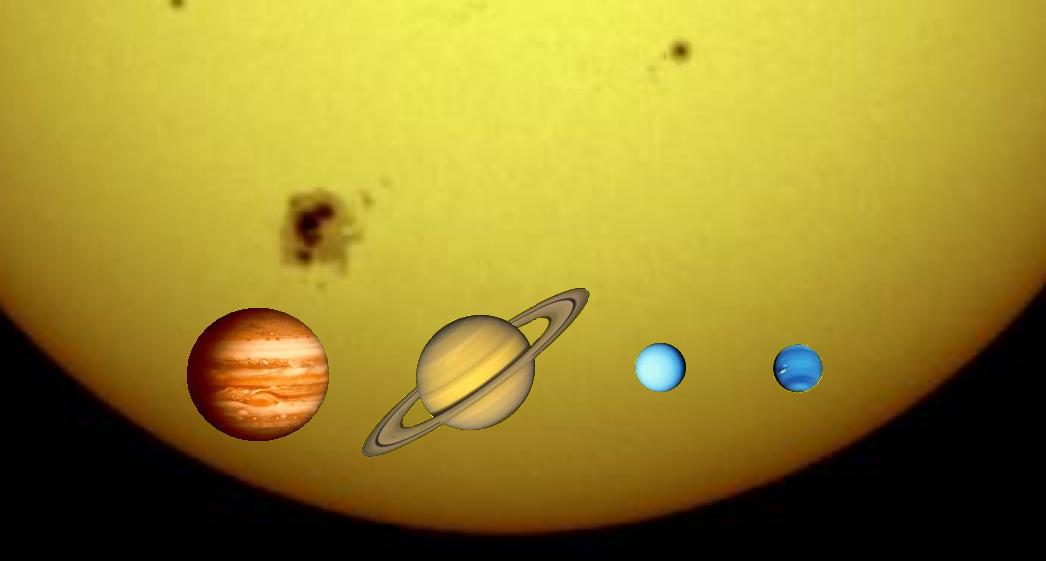
太陽系の4つの木星型惑星と太陽の同縮尺図

木星型惑星（もくせいがたわくせい、英語: jovian planet）とは、惑星を分類する場合の、木星と類似の惑星の総称。大惑星（英語: giant planet）ともいう。

## 惑星の分類

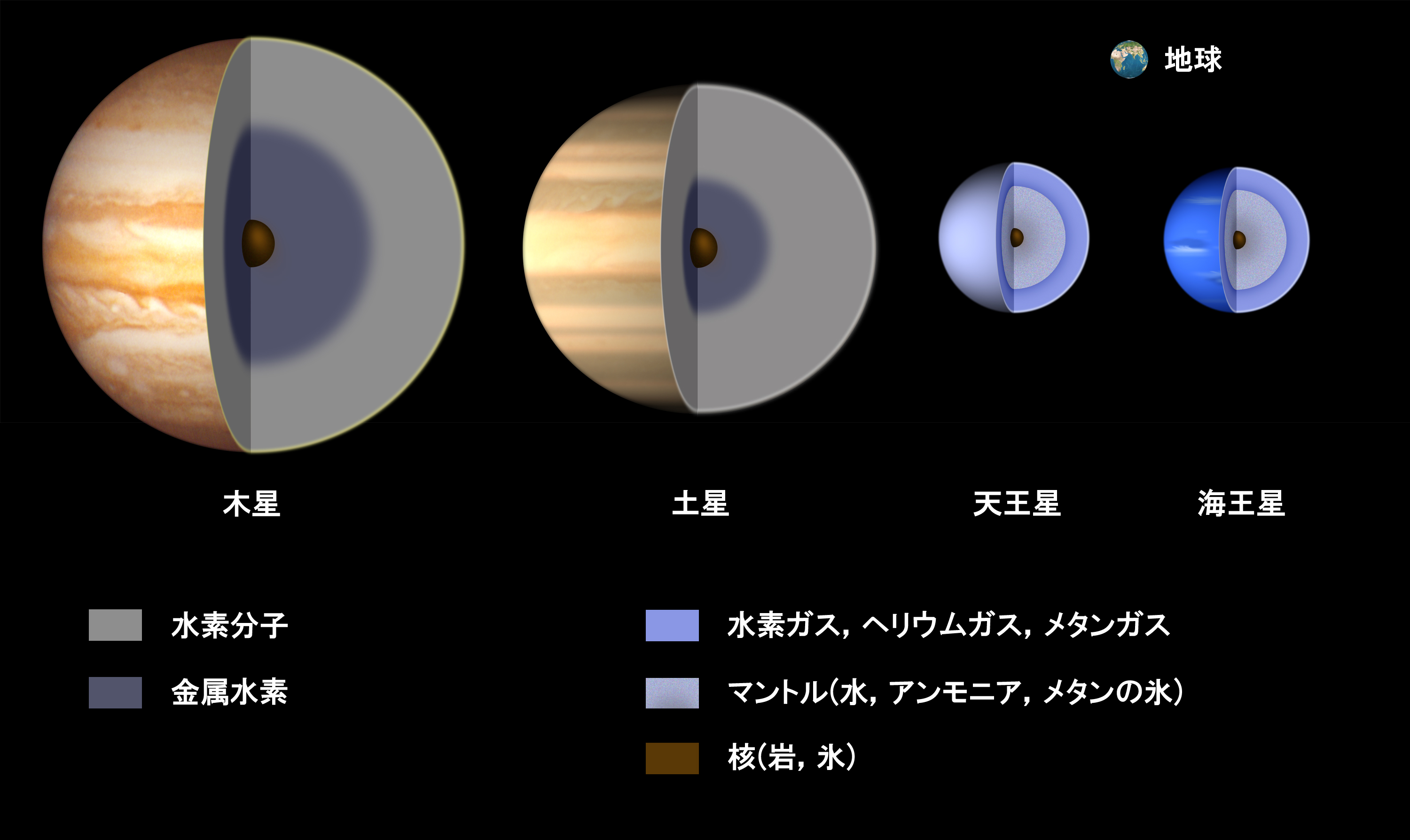
木星型惑星の直径と内部構造の比較 木星型惑星は、構造から2つに大別できる。木星（左）は中心に地球ほどの大きさをもつ岩石や氷からなるコア（茶）があり、その外側を金属水素（藍色）が取り巻く。大気に相当するのは水素ガス（灰色）である。土星は木星よりやや小ぶりながら構造はほぼ同じである。ところが天王星ではコアのすぐ外側に水、アンモニア、メタンの3種類が混合した氷からなるマントルがあり、その外側を水素、ヘリウム、メタンの混合ガスが覆う。全体積に占めるガス成分の割合も木星などと比べて少ない。海王星（右）もほぼ同じ構造。右上は同縮尺で描いた地球

なにを主体に類似とするかによって2通りの木星型惑星の分類があり、21世紀初頭現在では併用される状況にある。

### サイズによる分類
大きく、重い惑星を木星型惑星と分類する。太陽系では、木星・土星・天王星・海王星が分類される。いずれも地球より直径で4倍以上、質量で10倍以上のサイズであって密度は小さい惑星である。他の共通点として、多数の衛星と環を持つ。

### 組成による分類
難揮発性のコアの周囲を液体もしくは気体の水素やヘリウムがとりまく構造の惑星を木星型惑星と分類する。太陽系では、木星・土星が分類される。
天王星と海王星も過去には類似の組成と考えられていたが、惑星探査が進んでガスと中心部との比率が詳細に推測できるようになった結果、木星・土星とは組成が大きく異なることが判明した。そのため、木星と土星のみを木星型惑星（巨大ガス惑星、ガスジャイアント、英語: gas giant）とし、天王星と海王星は天王星型惑星（巨大氷惑星、アイスジャイアント、英語: ice giant）と分類するようになった。
20世紀末以降は、太陽系外惑星として、主星に近い軌道を公転している、ホット・ジュピター（熱い木星型惑星）が多数発見されている。

## 特徴
木星型惑星は主成分がガスでできており、密度は小さく、大きさが巨大である。地球型惑星のような固い地表はなく、中心部に近付くに従い、惑星を構成する水素ガスが圧力によって液状化し、さらに深くなるにつれ、水素は液体金属状態になっているものと考えられている。金属水素の層よりも下には地球の10倍程度の質量を持った、岩石や金属、氷物質などでできた中心核が存在するものと想定されている。また多くの惑星で環を持ち、衛星をたくさん従えている場合が多い。
木星型惑星や天王星型惑星には明確な「表面」は存在しないが、そのままでは取り扱いが不便なため、便宜的に気圧が1バールとなる面を表面として定めている。古くは複数の定義が混在していたこともあったが、現在ではほぼ1バールに統一されており、惑星の半径などもこの基準に基づいて決められている。木星型惑星・天王星型惑星はいずれも気圧1バール付近の高度に雲が存在するため、この基準面は視覚的な表面ともおおむね一致している。
また、その巨大さに由来する強い重力を持ち、これによって内部太陽系への彗星の侵入を阻止している側面が指摘されている。この説は木星へのシューメーカー・レヴィ第9彗星衝突が如実に示しており、この特性により、地球への致命的な彗星衝突が回避され、生命が長期間生存し進化できたという説もある。この説において、木星や土星のようにハビタブルゾーンの外側に離心率の小さな軌道を持つ木星型惑星はグッド・ジュピターと呼ばれる。

## 木星の形成
惑星の材料物質の残滓、あるいは形成途中で破壊された天体の残滓であると考えられる隕石の放射性元素を用いた年代測定によって、今から約46億年ほど前に太陽系が形成されたと考えられている。
現在の小惑星帯より太陽に近い領域では岩石や金属を主成分とした微惑星が衝突と合体を繰り返し、地球型惑星が形成された。一方、小惑星帯よりも遠い領域では太陽からの距離が遠いため放射による太陽からのエネルギー輸送量が少なく、温度が低いため、水や一酸化炭素、二酸化炭素、メタンなどが凍った。これらは岩石や金属の総量を上回ったため、この領域の微惑星は氷が主成分となった。その結果、材料物質が増えることとなり、より大きな原始惑星コアが形成されることとなった。
原始惑星コアはその重力によって周囲の原始惑星系円盤のガスを大気として引き寄せる。原始惑星コアの質量が地球質量の10倍程度を超えないうちは、大気はそれ自身の圧力に支えられて安定に存在している。やがて原始惑星コアの質量が地球質量の10倍ほどになると、大気が崩壊し始め、惑星の材料として付け加わるようになる。こうなると原始惑星コアは際限なく周囲のガスを取り込み、加速度的にその大きさを増していく。こうして地球質量の300倍以上の原始木星ができた。
現在の木星は、形成時からの収縮が依然として続いていると考えられており、主として解放された重力エネルギーが原因となって、太陽から受ける放射エネルギーよりも多くのエネルギーを放出している。
惑星形成については太陽系の形成と進化を参照。